# Moisés Zamora
Moisés Zamora es un escritor, director y productor mexicano-estadounidense. Más conocido como el creador de Selena: la serie de Netflix. Fue redactor del personal de American Crime and Star.

## Primeros años
Zamora nació en Guadalajara, México, emigró a California a la edad de 11 años. Es un graduado de la Universidad de Brown, que se especializó en Relaciones Internacionales.

## Filmografía
| Año       | Título             | Contribución          | Nota                |
| --------- | ------------------ | --------------------- | ------------------- |
| 2009      | El ladrón de cosas | Director y productor  | Documental          |
| 2010      | Jóvenes vivos      | Director y productor  | Documental          |
| 2017      | Crimen Americano   | Escritor del personal | Serie de televisión |
| 2017-2018 | Star               | Escritor del personal | Serie de televisión |
| 2020      | Selena: la serie   | Creador y escritor    | Serie de televisión |

## Premios y nominaciones
| Año  | Resultado | Otorgar                    | Categoría                                | Trabaja       | Árbitro. |
| ---- | --------- | -------------------------- | ---------------------------------------- | ------------- | -------- |
| 2011 | Ganado    | Festival de Cine de Oaxaca | Mejor documental de un director mexicano | Jóvenes vivos | [ 8 ]    |